# スキン (GUI)
GUIにおけるスキン（英: skin）、および外装機能（がいそうきのう）とは、ソフトウェアなどでグラフィカルユーザインタフェースの外観表示、つまり見た目を変更できる機能、およびその外装のこと。具体的には、文字列と背景の表示色や大きさ、フォントに加え、UI要素の形やレイアウト、背景などの画像、ボタンなどを、たいてい二つ以上を一括して変更できる。テーマ（英: theme）やビジュアルスタイル（英: visual style）などとも称する。
この記事では、「グラフィカルユーザーインターフェースの見た目を変更する機能」の総称を外装機能とし、これにを扱うものとする。また冗長すぎるカタカナ語については、コンピューターの文脈における略語、および訳語を適宜用いる。

## 概要
GUIの黎明期に、個々のGUI要素の表示を変更する設定は別として、「GUIの見た目を一括で変更できる機能」はなかった。しかし、GUIを備えたソフトがバージョンを重ねるごとに、新たに追加されたUI要素や逆に廃止されたUI要素により発生したレイアウトの見た目の問題を解決するために必要となった。このような経緯で、UIの後方互換性を持たせたまま見た目のレイアウトを変更するために実装する外装機能は今でも少なくない。
外装機能としては純粋に、マーケティング的な売りとしてデザインの刷新や、あるいは単に個人的なこだわりとして見た目を変えるために実装された。
またアクセシビリティ機能の一部として、色覚異常を持つユーザーに配慮した配色によるUIの実現や、特にダークモード（英: dark mode、暗色モード）などと呼ばれる、画面を全体的に黒く表示する外装機能により有機ELのディスプレイなどにおいて、光る必要のあるピクセルを最小限にすることで電力消費を抑える効果を期待する。

## 種類
まず、外装機能は、それぞれのソフトウェアにより様々な理由で、様々な時期に実装されたため、しばしば全く異なる目的と手法を持つ。また、いまだコンセサンスの取れた分類体系や慣行による分類がなく、同じ名称でも時期やソフトの分類により、その変更の実行範囲や実行方法が異なる。

### スキン
スキンと呼ばれる外装機能は、言葉通りskin （ここでは皮革の意味）を張り替えるように見た目を変更する発想に基づく名称である。したがって、3Dグラフィックスのポリゴンに張る画像の差し替えにより実現するものや、平面においても、UI要素のバックグラウンドのプロパティの変更により実現するものなどがある。
例えば、Windows Media Playerのスキンは、1つ以上のPNGをはじめとする画像ファイルのコレクションと、これらのファイルを表示する方法を定義するテキストファイルで構成する。
具体的に、マインクラフトを代表とするゲームや、メタバースなどの仮想空間においては、地形情報に影響が出てはいけないため、ポリゴンの皮だけを変更することになり、特に製作者側から3D空間内のインターフェースのことをスキンと呼ぶ。ここから転じて、3D空間外のパラメータや開始画面もまとめてスキンと呼ぶことすらある。
しかしキャラクターの操作ができる3Dグラフィックスの場合、特にプレイヤーにとって操作可能なPC: Player Character （プレイヤーキャラクター）がプレイヤーの体であり、スキンとはPCの見た目のことのみをさす。その場合は、PC以外のUI要素とポリゴンに張る画像を抱き合わせてテクスチャパック（英: texture pack）、あるいは単にテクスチャなどと呼ぶ。
このように傾向としてスキンは、メディアプレイヤーやゲームなどの、趣味のためのソフトに適用されることが多い。また、MediaWikiをはじめとするウィキエンジンやその他のウェブページのコンポーザーは、スタイルシートの変更を含む外装機能をスキンと呼ぶが、この場合はレイアウトなども変化することがある。

## スキンの変更に対応した主なソフトウェア
- Microsoft Windows - 多くのバージョンではGUI各要素の色・大きさ・フォントなどを変更できる。
  - Windows XP - Luna
  - デスクトップテーマ - デスクトップの壁紙・アイコンなどの外観を一括して変更する機能。Windows 95 Plus!からXPまでに対応。
  - Windows Vista - Aero
    - Windows 8/8.1 - Modern UI
- Winamp
- WindowBlinds
- Mozilla Firefox - テーマ または コンプリートテーマ と呼ぶ。旧名称ペルソナ(Personas)[4]
- Google Chrome - テーマ
- Opera - 従来のスキンと、Opera 12以降のテーマがある。